# Schopffrankolin
Der Schopffrankolin (Ortygornis sephaena, Syn.: Dendroperdix sephaena, Francolinus sephaena, Peliperdix sephaena) ist eine Art der Gattung der Frankoline (seit 2021 der Gattung der Ortygornis) aus der Familie der Fasanenartigen (Phasianidae).

## Merkmale
Der Schopffrankolin ist ein etwa 33–35 cm großer Vogel. Er ist durch ein weißes Augenbrauenband gekennzeichnet, das mit der dunklen Kappe kontrastiert. Der Schnabel ist schwarz, die Brust ist dunkel gefleckt, wobei die der Weibchen deutlicher gezeichnet ist. Der Rücken ist rötlichbraun, der Bauch blass und fein gestreift. Der Schwanz wird oft aufgestellt getragen. Die Beine sind rötlich. Das Augenbrauenband ist bei Jungtieren eher gelblichbraun.

## Verbreitung
Das Verbreitungsgebiet des Schopffrankolins erstreckt sich über weite Teile Ost- und Südafrikas vom südlichen Sudan, Äthiopien und Somalia im Norden bis Natal und Namibia im Süden.

## Lebensweise
Der Schopffrankolin lebt in Familientrupps von 2 bis 5 Tieren zusammen. Die grundlegende Sozialstruktur wird allerdings wie bei vielen Frankolinen von einem monogamen Pärchen gebildet. Er bewohnt dichten Unterwuchs entlang von Flussläufen in der Dornsavanne und flüchtet bei Gefahr lieber ins Dickicht, als aufzufliegen. Besonders zur Morgen- und Abenddämmerung sind die Tiere sehr lautstark, übernachtet wird auf Bäumen.
Die Nahrung setzt sich aus  Kleintieren, Körnern und anderen Pflanzenteilen zusammen. Im Winter machen Akazien-Baumharze einen Großteil der Nahrung aus.

## Nachweise
- Ian Sinclair: Field Guide to the Birds of Southern Africa. Struik Publishers, South Africa, 1994 (Third edition), ISBN 1-86825-510-7.
- Vincent Carruthers: The Wildlife of Southern Africa: A Field Guide to the Animals and Plants of the Region. Struik Publishers, South Africa, 2005, ISBN 1-86872-451-4.
- Louis Liebenberg: A Field Guide to the Animal Tracks of Southern Africa. New Africa Books, 1990, ISBN 0-86486-132-X.